# Jakub Nakládal
Jakub Nakládal, född 30 december 1987, är en tjeckisk professionell ishockeyback som spelar för Carolina Hurricanes i National Hockey League (NHL). Han har tidigare spelat för Calgary Flames i NHL och Salavat Julajev Ufa, HK Spartak Moskva och HC Lev Prag i Kontinental Hockey League (KHL) och på lägre nivåer för Stockton Heat i American Hockey League (AHL), HC TPS i Liiga och HC Pardubice i Extraliga.
Nakládal blev aldrig draftad av någon NHL-organisation.

## Statistik
| 2006–2007        | HC Pardubice        | Extraliga        | 1   | 0  | 0  | 0  | 0   | —  | — | — | — | —  |
| 2007–2008        | HC Pardubice        | Extraliga        | 14  | 1  | 2  | 3  | 20  | —  | — | — | — | —  |
| 2008–2009        | HC Pardubice        | Extraliga        | 44  | 2  | 7  | 9  | 38  | —  | — | — | — | —  |
| 2009–2010        | HC Pardubice        | Extraliga        | 45  | 6  | 9  | 15 | 58  | 13 | 1 | 3 | 4 | 26 |
| 2010–2011        | HC Pardubice        | Extraliga        | 45  | 5  | 6  | 11 | 32  | 9  | 1 | 2 | 3 | 18 |
| 2011–2012        | Salavat Julajev Ufa | KHL              | 32  | 1  | 7  | 8  | 30  | 6  | 1 | 0 | 1 | 20 |
|                  | HC Pardubice        | Extraliga        | 12  | 2  | 3  | 5  | 4   | —  | — | — | — | —  |
| 2012–2013        | HK Spartak Moskva   | KHL              | 37  | 0  | 4  | 4  | 26  | —  | — | — | — | —  |
|                  | HC Lev Prag         | KHL              | 14  | 1  | 4  | 5  | 8   | 4  | 0 | 0 | 0 | 2  |
| 2013–2014        | HC Lev Prag         | KHL              | 34  | 0  | 3  | 3  | 26  | 21 | 0 | 3 | 3 | 14 |
| 2014–2015        | HC TPS              | Liiga            | 50  | 3  | 12 | 15 | 63  | —  | — | — | — | —  |
| 2015–2016        | Calgary Flames      | NHL              | 27  | 2  | 3  | 5  | 6   | —  | — | — | — | —  |
|                  | Stockton Heat       | AHL              | 35  | 2  | 12 | 14 | 30  | —  | — | — | — | —  |
| NHL totalt       | NHL totalt          | NHL totalt       | 27  | 2  | 3  | 5  | 6   | —  | — | — | — | —  |
| KHL totalt       | KHL totalt          | KHL totalt       | 117 | 2  | 18 | 20 | 90  | 31 | 1 | 3 | 4 | 36 |
| AHL totalt       | AHL totalt          | AHL totalt       | 35  | 2  | 12 | 14 | 30  | —  | — | — | — | —  |
| Liiga totalt     | Liiga totalt        | Liiga totalt     | 50  | 3  | 12 | 15 | 63  | —  | — | — | — | —  |
| Extraliga totalt | Extraliga totalt    | Extraliga totalt | 161 | 16 | 27 | 43 | 152 | 22 | 2 | 5 | 8 | 44 |